# Adamos Adamou
Adamos Adamou (* 30. Oktober 1950 in Limassol) ist ein zyprischer Politiker (Fortschrittspartei des werktätigen Volkes).
Adamou erhielt sein Diplom für Medizin in Athen im Jahre 1976, 1982 wurde er Arzt. Von 2003 bis 2009 war er Abgeordneter im Europäischen Parlament. Er ist Mitglied der Fraktion Vereinte Europäische Linke/Nordische Grüne Linke. Er lebt und arbeitet in Nikosia.